# Johannes Cappeller

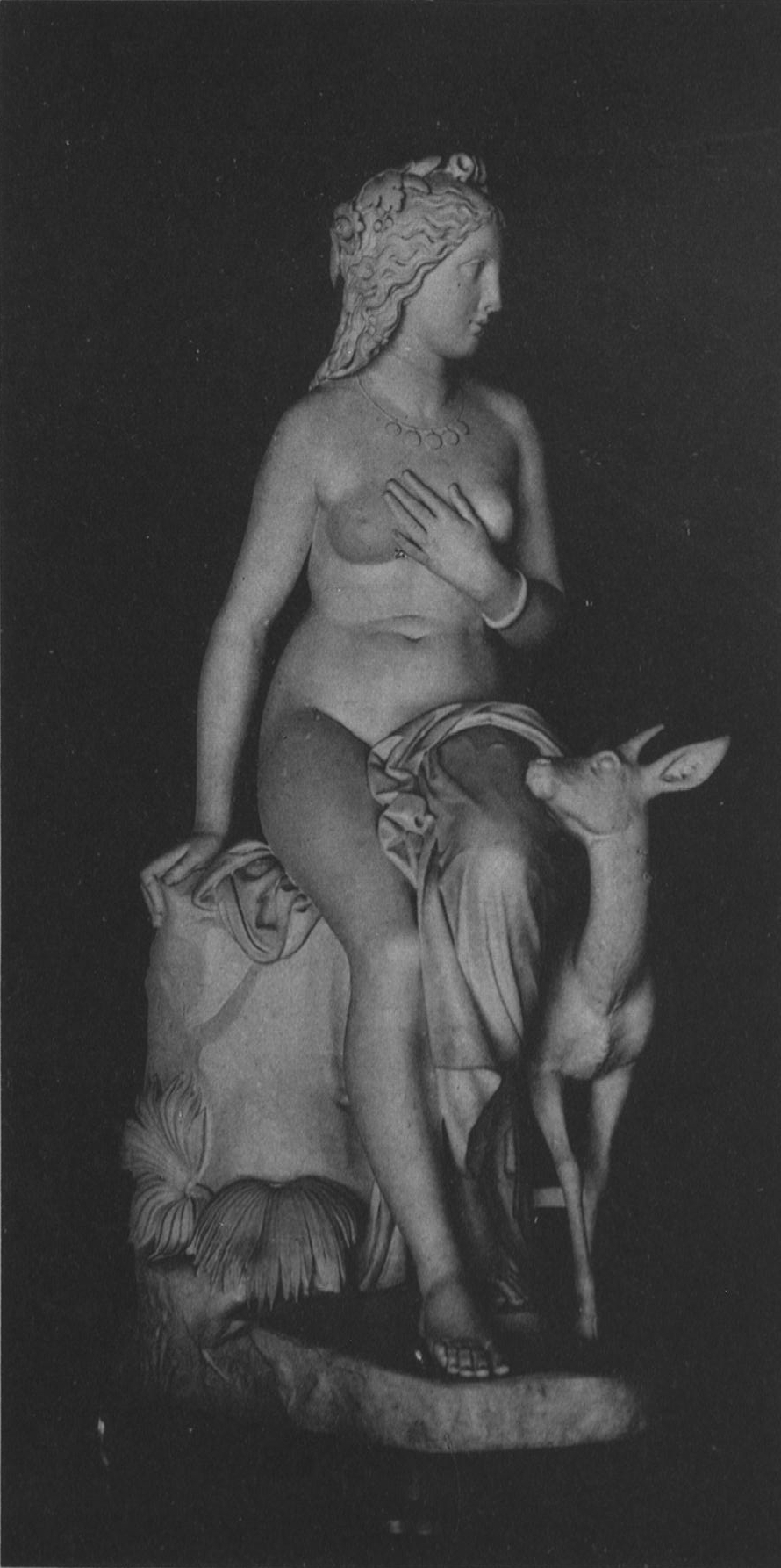
Shakuntala mit der Gazelle, Marmorstatue von Johannes Cappeller, 1862

Johannes Georg Cappeller (* 2. Juli 1827 in Nürnberg; † 23. August 1883 in München) war ein deutscher Bildhauer des Klassizismus in Stuttgart.

## Leben
Johannes Cappeller wurde am 2. Juli 1827 in Nürnberg als Sohn des Architekten Georg Cappeller und von Clementine Heideloff  geboren. Die Mutter war eine Schwester des Architekten Karl Heideloff und des Malers und Kupferstechers Manfred Heideloff. Cappellers jüngerer Bruder war der Bildhauer Viktor Cappeller.
Von 1845 bis 1847 studierte Cappeller an der Münchener Kunstakademie Bildhauerei unter Ludwig Schwanthaler. 1850 zog er nach Stuttgart in die Charlottenstraße 7. In Stuttgart war er beim Bau der Villa Berg (1845–1853) und der Wilhelma (1846–1866) beschäftigt. Zwischen 1850 und 1853 besuchte er mit seinem Bruder Viktor Paris und London. Von 1856 bis 1863 wohnte er zusammen mit seinem Bruder im Königsbad. Danach wohnte er in der Jägerstraße 16, dann in der Gegend des Neckartors und ab 1877 in einem eigenen Haus in der Lorenzstraße 5 (ab 1979 Lorenzstaffel). Prinzessin Marie von Württemberg ermöglichte ihm einen längeren Aufenthalt in Italien, wo ihn Wilhelm I. im November 1858 in seinem römischen Atelier besuchte.
Cappeller starb am 23. August 1883 im Alter von 56 Jahren auf einer Reise in München.

## Werke
Quelle, wenn nicht anders angegeben: #Peschel 2010, S. 63.
In Stuttgart schuf Cappeller Figuren, Grabmäler, Denkmäler und Porträts im Stil des Klassizismus.
- 1853: Neuhausen auf den Fildern, St. Petrus und Paulus oder Liebfrauenkapelle?, „Mutter mit Jesuskind“.
- 1856–1860: Stuttgart, Königsbau, korinthische Kapitelle und Girlanden.
- 1857: „Ariadne“ oder „Sitzende Meergöttin“, Marmor, bezeichnet „J. Cappeller 1857“, 50 cm hoch, verschollen.[4]
- 1859–1862: „Sakondola mit der Gazelle“ (Shakuntala mit der Gazelle), Carraramarmor, 138 cm hoch, Staatsgalerie Stuttgart. Die Skulptur zeigt ein junges, unbekleidetes Mädchen mit einer Gazelle. Es stellt Shakuntala dar, die Protagonistin eines altindischen Dramas, eine Einsiedlerin, die der indische König Dushyanta während der Jagd nach einer Gazelle entdeckt.

Im November 1858 besuchte der württembergische König Wilhelm I. Cappeller in seinem Atelier in Rom, wo er das Modell der Skulptur sah. 1859 gab der König Cappeller den Auftrag für eine Marmorfassung der Skulptur. Im Herbst 1862 war die Skulptur fertig bis auf die Gazelle. Cappeller reiste nach Frankfurt am Main, um dort im Zoo die fehlende Gazelle nach der Natur zu modellieren.
- 1864: „Die Baukunst“, Standbild am ehemaligen Olgabrunnen in der Brunnenhalle des Hauses Ecke Olgastraße 35 und Gaisburgstraße am Olgaeck, nach 1949 im Städtischen Lapidarium Stuttgart.[6]
- 1869: Löwenpaar aus Sandstein am Eingang des Rosengartens beim Neuen Schloss in Stuttgart, im Zweiten Weltkrieg bei einem Luftangriff zerstört.[7]
- 1879: Porträtbüste von Carl von Linné, ehemals am 1. Stock des Museumsbaus in der Archivstraße 3 in Stuttgart, beim Abbruch des Gebäudes 1963 in das Naturkundemuseum Schloss Rosenstein verbracht.[8]
- Stehende Flora in Lebensgröße.
- „Wahrheit auf einem Löwen sitzend“.

| - „Ariadne“, 1857. - „Die Baukunst“, 1864. |